# Arthur McKenzie
Arthur McKenzie (Arthur Thomas McKenzie; * 14. April 1939) ist ein ehemaliger britischer Diskuswerfer.
Bei den British Commonwealth Games 1970 in Edinburgh wurde er für England startend Vierter.
1973 wurde er Schottischer Meister.

## Persönliche Bestleistungen
- Diskuswurf: 57,58 m, 17. August 1969, Tynemouth
- Hammerwurf: 58,40 m, 10. September 1974, Newcastle upon Tyne